# Ammeröleden
Ammeröleden är en allmän färjeled till Ammerön i Revsundssjön i Bräcke kommun, Jämtlands län som öppnade 1939. Den lindragna färjan Arnljot tar 8 personbilar och 49 passagerare. 
1981 beslöt Vägverket att lägga ner färjeleden, något som sedan ändrades.
Under vintrarna ersätts färjan med isväg. Under vissa perioder när det är för mycket is för färjan och för lite för isväg är sträckan helt avstängd för trafik. Alternativ bilväg är 32 km.